# Атлетика на Летњим параолимпијским играма 2016 — 100 метара за жене T53
Трка на 100 метара у класи 53 за жене, била је једна од 29 дисциплина атлетског програма на Летњим параолимпијским играма 2016. у Рио де Жанеиру, Бразил. Такмичење је одржано 8. септембра на Олимпијском стадиону Жоао Авеланж.

## Земље учеснице
Учествовало је 9 такмичарки из 7 земаља.
1. Аустралија (1)
2. Бермуди (1)
3. Канада (1)
4. Кина (2)
5. САД (1)
6. Турска (2)
7. Уједињено Краљевство (1)

## Рекорди пре почетка такмичења
(стање 8. септембра 2016.)
| Рекорди пре почетка Параолимпијских игара 2016.     | Рекорди пре почетка Параолимпијских игара 2016. | Рекорди пре почетка Параолимпијских игара 2016. | Рекорди пре почетка Параолимпијских игара 2016. | Рекорди пре почетка Параолимпијских игара 2016. | Рекорди пре почетка Параолимпијских игара 2016. |
| --------------------------------------------------- | ----------------------------------------------- | ----------------------------------------------- | ----------------------------------------------- | ----------------------------------------------- | ----------------------------------------------- |
| Светски рекорд                                      | 16,22                                           | Лиша Хуанг                                      | Кина                                            | Пекинг, Кина                                    | 12. септембар 2008.                             |
| Параолимпијски рекорд                               | 16,22                                           | Лиша Хуанг                                      | Кина                                            | Пекинг, Кина                                    | 12. септембар 2008.                             |
| Рекорди после завршених Параолимпијских игара 2016. |                                                 |                                                 |                                                 |                                                 |                                                 |
| Светски рекорд                                      | 16,19                                           | Лиша Хуанг                                      | Кина                                            | Рио де Жанеиро, Бразил                          | 8. септембар 2016.                              |
| Параолимпијски рекорд                               | 16,19                                           | Лиша Хуанг                                      | Кина                                            | Рио де Жанеиро, Бразил                          | 8. септембар 2016.                              |

## Сатница
| Датум              | Време | Ниво               |
| ------------------ | ----- | ------------------ |
| 8. септембар 2016. | 12:30 | Квалификације (Г1) |
| 8. септембар 2016. | 12:37 | Квалификације (Г2) |
| 8. септембар 2016. | 18:54 | Финале             |

Сва времена су по локалном времену (UTC+3)

## Освајачи медаља
|                   |                     |                            |
| Лиша Хуанг · Кина | Хунгџуан Џоу · Кина | Анђела Балард · Аустралија |

## Резултати

#### Квалификације
Квалификације су одржане 8.9.2016. годину у 12:30 и 12:39. Такмичарке су биле подељене у две групе. У финале су се пласирале прве три такмичарке из сваке групе и 2 на основу резултата.,,
| Пласман | Група | Атлетичарка       | Земља                | Класа | ЛР    | ЛРС   | Резултат | Белешка    |
| ------- | ----- | ----------------- | -------------------- | ----- | ----- | ----- | -------- | ---------- |
| 1.      | 1     | Лиша Хуанг        | Кина                 | Т53   | 16,29 | 16,47 | 16,19    | СР, ПР, ЛР |
| 2.      | 2     | Хунгџуан Џоу      | Кина                 | Т53   | 16,90 | 16,99 | 16,64    | КВ, ЛР     |
| 3.      | 2     | Анђела Балард     | Аустралија           | Т53   | 16,46 | 16,46 | 16,80    | КВ         |
| 4.      | 1     | Саманта Кингорн   | Уједињено Краљевство | Т53   | 16,62 | 16,62 | 17,01    | КВ         |
| 5.      | 1     | Хамиде Курт       | Турска               | Т53   | 16,07 | 16,07 | 17,09    | КВ         |
| 6.      | 2     | Келси ЛеФевоур    | САД                  | Т53   | 16,78 | 16,78 | 17,28    | КВ         |
| 7.      | 2     | Џесика Купер Луис | Бермуди              | Т53   | 16,81 | 16,81 | 17,42    | кв         |
| 8.      | 1     | Илана Дупонт      | Канада               | Т53   | 17,53 | 17,53 | 17,81    | кв         |
| 9.      | 2     | Зејнеп Аџет       | Турска               | Т53   | 19,00 | 19,00 | 19,26    |            |

### Финале
Финале је одржано 8.9.2016. годину у 18:54.,,
| Пласман | Атлетичарка       | Земља                | Класа | Резултат | Белешка |
| ------- | ----------------- | -------------------- | ----- | -------- | ------- |
|         | Лиша Хуанг        | Кина                 | Т53   | 16,28    |         |
|         | Хунгџуан Џоу      | Кина                 | Т53   | 16,51    | ЛР      |
|         | Анђела Балард     | Аустралија           | Т53   | 16,59    |         |
| 4.      | Хамиде Курт       | Турска               | Т53   | 17,01    |         |
| 5.      | Саманта Кингорн   | Уједињено Краљевство | Т53   | 17,13    |         |
| 6.      | Џесика Купер Луис | Бермуди              | Т53   | 17,25    |         |
| 7.      | Келси ЛеФевоур    | САД                  | Т53   | 17,31    |         |
| 8.      | Илана Дупонт      | Канада               | Т53   | 17,82    |         |